# Nguyễn Khuyến
Tam Nguyên Yên Đỗ Nguyễn Khuyến (chữ Hán: 阮勸), tên thật là Nguyễn Thắng (阮勝), hiệu là Quế Sơn, tự Miễu Chi, sinh ngày 15 tháng 2 năm 1835, tại quê ngoại làng Văn Khế, xã Hoàng Xá, huyện Ý Yên, tỉnh Nam Định. Quê nội của ông ở làng Vị Hạ (tục gọi là làng Và), xã Yên Đổ nay là xã Trung Lương, huyện Bình Lục, tỉnh Hà Nam. Mất ngày 5 tháng 2 năm 1909 tại Yên Đổ. Bạn thân tri kỉ của ông là Dương Khuê (1839-1902).

## Xuất thân
Cha Nguyễn Khuyến là Nguyễn Tông Khởi (阮宗起, 1796–1853), thường gọi là Mền Khởi, đỗ ba khóa tú tài, dạy học. Mẹ là Trần Thị Thoan (陳式湍, 1799 – 1874), nguyên là con của Trần Công Trạc (陳公鐲), từng đỗ tú tài thời Lê Mạc.
Thuở nhỏ, ông cùng Trần Bích San (người làng Vị Xuyên, đỗ Tam Nguyên năm 1864 – 1865) ở trường Hoàng giáp cùng bạn học Phạm Văn Nghị. Nguyễn Khuyến nổi tiếng là một người thông minh, hiếu học. Năm 1864, Nguyễn Khuyến đỗ đầu cử nhân (tức Giải nguyên) trường Hà Nội.
Năm sau (1865), ông trượt thi Hội nên tu chí, ở lại kinh đô học trường Quốc Tử Giám và đổi tên từ Nguyễn Thắng thành Nguyễn Khuyến, với hàm ý phải nỗ lực hơn nữa (chữ Thắng/勝 có chữ lực/力 nhỏ, chữ Khuyến/勸 có chữ lực lớn hơn).
Đến năm 1871, ông mới đỗ Hội Nguyên và Đình Nguyên (Hoàng giáp). Từ đó, Nguyễn Khuyến thường được gọi là Tam Nguyên Yên Đổ (三元安堵).
Năm 1873, ông được bổ làm Đốc Học, rồi thăng Án Sát tại tỉnh Thanh Hóa. Năm 1877, ông thăng Bố Chính tỉnh Quảng Ngãi. Sang năm sau, ông bị giáng chức và điều về Huế, giữ một chức quan nhỏ với nhiệm vụ toản tu Quốc Sử Quán. Nguyễn Khuyến từ quan về Yên Đổ vào mùa thu năm 1884 và qua đời tại đây.

## Hoàn cảnh lịch sử
Nguyễn Khuyến ra làm quan giữa lúc nước mất nhà tan, cơ đồ nhà Nguyễn như sụp đổ hoàn toàn nên giấc mơ trị quốc bình thiên hạ của ông không thực hiện được.
Lúc này, Nam Kỳ rơi vào tay thực dân Pháp. Năm 1882, quân Pháp bắt đầu đánh ra Hà Nội. Năm 1885, chúng tấn công kinh thành Huế. Kinh thành thất thủ, Tôn Thất Thuyết nhân danh vua Hàm Nghi xuống chiếu Cần Vương, nhân dân hưởng ứng khắp nơi. Nhưng cuối cùng, phong trào Cần Vương tan rã.
Có thể nói, sống giữa thời kỳ các phong trào đấu tranh yêu nước bị dập tắt, Nguyễn Khuyến bất lực vì không làm được gì để thay đổi thời cuộc nên ông xin từ quan về ở ẩn. Từ đó dẫn đến tâm trạng bất mãn, bế tắc của ông.

## Tác phẩm

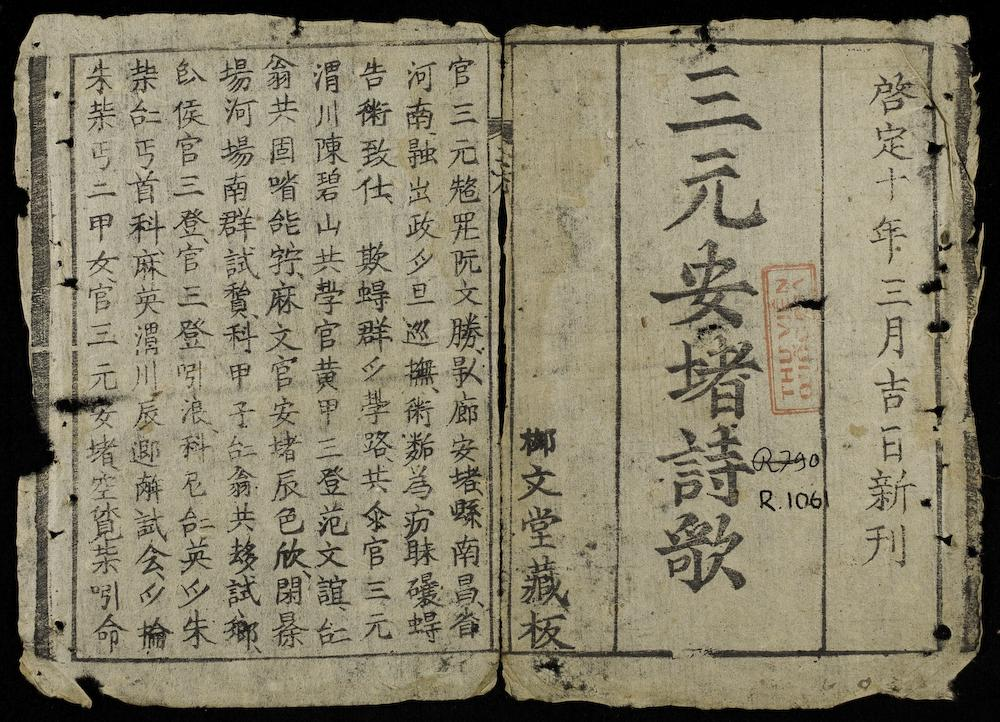
Trang đầu của bản in Tam nguyên Yên Đổ thi ca năm 1925.

Các tác phẩm gồm có Quế Sơn thi tập, Yên Đổ thi tập, Bách Liêu thi văn tập, Bạn đến chơi nhà, Cẩm Ngữ, cùng nhiều bài ca, hát ả đào, văn tế, câu đối truyền miệng.
Quế sơn thi tập khoảng 200 bài thơ bằng chữ Hán và 100 bài thơ bằng chữ Nôm với nhiều thể loại khác nhau. Có bài Nguyễn Khuyến viết bằng chữ Hán rồi dịch ra tiếng Việt, ví dụ Bạn đến chơi nhà, hoặc ông viết bằng chữ Việt rồi dịch sang chữ Hán. Cả hai loại đều khó để xác định vì chúng rất điêu luyện. Trong Quế sơn thi tập, ông có làm một bài Vịnh Nhạc Vũ Mục để ca ngợi anh hùng Nhạc Phi của nhà Tống và chê trách gian thần Tần Cối (kẻ hại chết Nhạc Phi) của nhà Tống.
Trong bộ phận thơ Nôm, Nguyễn Khuyến vừa là nhà thơ trào phúng vừa là nhà thơ trữ tình, nhuốm đậm tư tưởng Lão Trang và triết lý Đông Phương. Thơ chữ Hán của ông hầu hết là thơ trữ tình. Có thể nói cả trên hai lĩnh vực, Nguyễn Khuyến đều thành công.

## Vinh danh
- Năm 1987, Ủy Ban Nhân dân tỉnh Hà Nam Ninh đã quyết định thành lập Giải thưởng Văn học - Nghệ thuật Nguyễn Khuyến với chu kỳ tổ chức 5 năm 1 lần để vinh danh các tác giả, nghệ sĩ có nhiều thành tích xuất sắc trong hoạt động văn học, nghệ thuật trong và ngoài tỉnh. Từ năm 1997, khi tỉnh Hà Nam được tái lập, Ủy ban Nhân dân tỉnh Hà Nam tiếp nhận việc tổ chức giải thưởng này trong kỳ trao giải lần thứ III và đã tổ chức tới kỳ trao giải thứ VII năm 2017.[5]
- Tên ông được đặt cho một con phố có nhiều di tích và danh thắng tại quận Đống Đa, bên cạnh Văn Miếu – Quốc Tử Giám, Hà Nội: Phố Nguyễn Khuyến có tên cũ phố Sinh Từ (trước năm 1945) và Bùi Huy Bích (trước năm 1964). Ngày nay, tên phố Bùi Huy Bích được đặt cho một con đường ở phường Hoàng Liệt, quận Hoàng Mai, Hà Nội. Các thành phố Hải Phòng, Nam Định, Hải Dương, Phủ Lý đều có các con phố và con đường mang tên Nguyễn Khuyến. Nhiều trường học được đặt tên Nguyễn Khuyến.
- Riêng Hà Nội còn có thêm đường Nguyễn Khuyến thuộc phường Văn Quán, quận Hà Đông. Tên đường Nguyễn Khuyến được đặt khi Hà Đông còn là thành phố thủ phủ tỉnh Hà Tây trước khi sáp nhập vào Hà Nội.